# Crassh
Crassh é um grupo musical de percussão alternativa português fundado em abril de 2007. Originária de Aveiro, Portugal, a banda foi formada como resultado do trabalho conjunto de dez percussionistas sob a orientação de Bruno Estima. Os membros fundadores incluíam Bruno Estima, David Calhau, David Valente, Gonçalo Garcia, Fernando Tona, Nuno Ferreira, Micael Lourenço e Miguel Estima. Está integrado na associação cultural Wetumtum.
Os primeiros espetáculos da Crassh aconteceram em contextos escolares, principalmente no Conservatório de Música da Bairrada e no Conservatório de Música da JOBRA. Essas apresentações iniciais foram cruciais para a construção da identidade do grupo e para o desenvolvimento de seu estilo único de percussão alternativa.

## História
A banda foi fundada pelo professor Bruno Estima, que então estava a iniciar a sua carreira como professor de percussão, tendo tido origem em trabalhos de forma diferenciada em conjunto com os seus alunos.
A banda resulta do trabalho de 10 percursionistas com a orientação de Bruno Estima, membro fundador e que se acrescentam David Calhau, David Valente, Gonçalo Garcia, Fernando Tona, Nuno Ferreira, Micael Lourenço e Miguel Estima.
Os primeiros espetáculos aconteceram em contexto escolar essencialmente no Conservatório de Música da Bairrada e no Conservatório de Música da JOBRA.
Porém, só em 2007 é que a banda «ganhou vida própria», por ter sido a vencedora do concurso Projectos com Pernas para Andar, organizada pela d’Orfeu Associação Cultural de Águeda. Posteriormente participou em vários concertos e iniciativas artísticas, tanto em território nacional como no estrangeiro, tendo recebido várias distinções, destacando-se a do Festival Internacional de Teatro de Catilla e Léon, em Espanha. No caso deste evento, realizado em 2013, a banda participou através da montagem Crassh Street, descrita como uma «versão em movimento de CRASSH levando junto do público toda a sua energia e interação». Em 2012 organizou um workshop de Percussão e Street Performance na Casa Municipal da Juventude, em Aveiro.
Em 2013 participou no Imaginarius - Festival Internacional de Artes de Rua de Santa Maria da Feira, e no ano seguinte colaborou no programa musical comunitário Orquestra da Bida Airada, organizado como parte do Festival Rádio Faneca, tendo sido responsável pela direcção artística da orquestra. Também em 2014, realizaram vários workshops como parte do evento CriativArte, na Marinha Grande.
Em 2016 a banda fez um concerto durante o Porto Beer Fest, na cidade do Porto, e nesse ano organizou o espectáculo Crassh Babies, destinado ao público infantil, durante o festival Mini NOS Primavera Sound, no Porto. Em 2018 participou no ciclo de eventos Caminhos da Pedra, com um concerto em Ferreira do Zêzere, e em 2019 actuou no Festival Internacional de Música de Espinho. Em 2020 fez o espectáculo CRASSH DuoCircus no Jardim de São Roque, no Porto, durante o festival Trengolas, que foi repetido em 2021 no Convento de Sâo Francisco, em Coimbra.
Em 2023 voltou a marcar presença no festival de Castilla e León, desta vez através da modalidade Crassh Dúo Circus, que é composta por uma «viagem de duas personagens do mundo CRASSH [...] levando ao público alguns dos temas da formação CrasshBand, mas também sonoridades invulgares dos comuns objetos de uma cozinha». Em Fevereiro desse ano, a associação Wetumtum organizou o espectáculo Crassh Babies 1.0 na Academia de Música de Espinho, concebido especialmente para bebés e crianças, e em Março apresentou o Crassh Recycled na Festa do Pão de Vale de Ílhavo.

## Carreira

### Álbuns de estúdio
- “X” (2017)

### Singles e EPs
- “Xapi Xapi” (2021)
- “Discoteka” (2020)
- “Rastafari” (2017)
- “Sebaragunde” (2014)

## Prémios e reconhecimentos
- Prémio “Projectos com Pernas para Andar” d’Orfeu 2007 Prémio nacional Jovens Criadores 2008 (IPJ).[2]
- Prémio “Inovação” Gala Aveiro 2009.[2]
- Prémio “criatividade música” Ministério da Educação 2011.[2]
- Semi-finalista no concurso “Portugal Got Talent” televisão SIC - Fremantle Media 2011.[2]
- Melhor espectáculo, escolha do público, Festival Internacional de Teatro de Castilla y Léon - Espanha 2013.
- Melhor espetáculo para infância CRASSH_Babies Compostela Cultura 2020.
- Nomeada para o “Best Performance 2018” e “Best Performance 2019” no evento “Iberian Festival Awards”.[2]